# Idaea ostrina
Idaea ostrina är en fjärilsart som beskrevs av Jacob Hübner 1826. Idaea ostrina ingår i släktet Idaea och familjen mätare. Inga underarter finns listade i Catalogue of Life.